# Wietze (Örtze)
Die Wietze ist ein 26,9 Kilometer langer Fluss im Süden der Lüneburger Heide in Niedersachsen und größter Nebenfluss der Örtze.

## Name
Der Fluss tritt erstmals im Jahr 786 als „in Wizenam“ urkundlich in Erscheinung. Der Name steht wohl in Zusammenhang mit den germanischen Wörtern *weika- „schwach, nachgiebig, weich“ oder *wīkō für „Bucht“.

## Geographie

### Verlauf
Das Quellgebiet der Wietze liegt östlich der zu Soltau gehörenden Ortschaft Moide. Der anschließend bis Wietzendorf nach Süden gerichtete Bachlauf war einst der Oberlauf der Meiße, die weiter südlich, im Großen Moor bei Becklingen, ihren Anfang nimmt. Die heutige scharfe Ostwendung der Wietze bei Wietzendorf entstand durch eine Flussanzapfung infolge rückschreitender Erosion zur parallelen, aber tiefer fließenden Örtze hin. 
In Wietzendorf mündet als größter Zufluss die Aue (GKZ 48664, 10,6 bzw. 17,4 km, 56,36 km²) ein. Deren rechter Quellbach, die Hötzinger Aue (GKZ: 486642, 5,6 km, EZG = 11,45 km²), entspringt nördlich von Stübeckshorn in einer Höhe von 98 m über NHN, und die Alvernsche Aue (GKZ: 48664, 6,6 km, EZG = 15,57 km²), der linke Quellbach, hat seine Quelle nordwestlich von Alvern in 86 m Höhe. An der Mündung übertrifft die Aue die Wietze sowohl an Wasserführung, als auch an Länge (17,4 km gegenüber 12,0 km) und ist daher hydrologisch der Hauptstrang des Wietze-Flusssystems. Das Einzugsgebiet der Wietze oberhalb der Aue misst nur 37,40 km².
Östlich von Wietzendorf berührt der Fluss den Ort Reddingen und fließt durch die dazugehörigen Weiler Halmern und Reiningen und vorbei am Hof Winterhoff. Hier ist das Tal mit sanft abfallenden, waldreichen Hängen etwa 30 Meter in die umgebenden welligen Hochflächen eingesenkt. Unterhalb von Reiningen verläuft der Fluss auch kurz im Südteil des Truppenübungsplatzes Munster-Süd. Dort mündet von links der Reininger Moorgraben. Am Pegel Reiningen betreibt der NLWKN auch eine gewässerkundliche Messstelle zur Erfassung von Umweltdaten. Danach wendet der Fluss sich wieder nach Süden und mündet in Müden von rechts in die Örtze. 

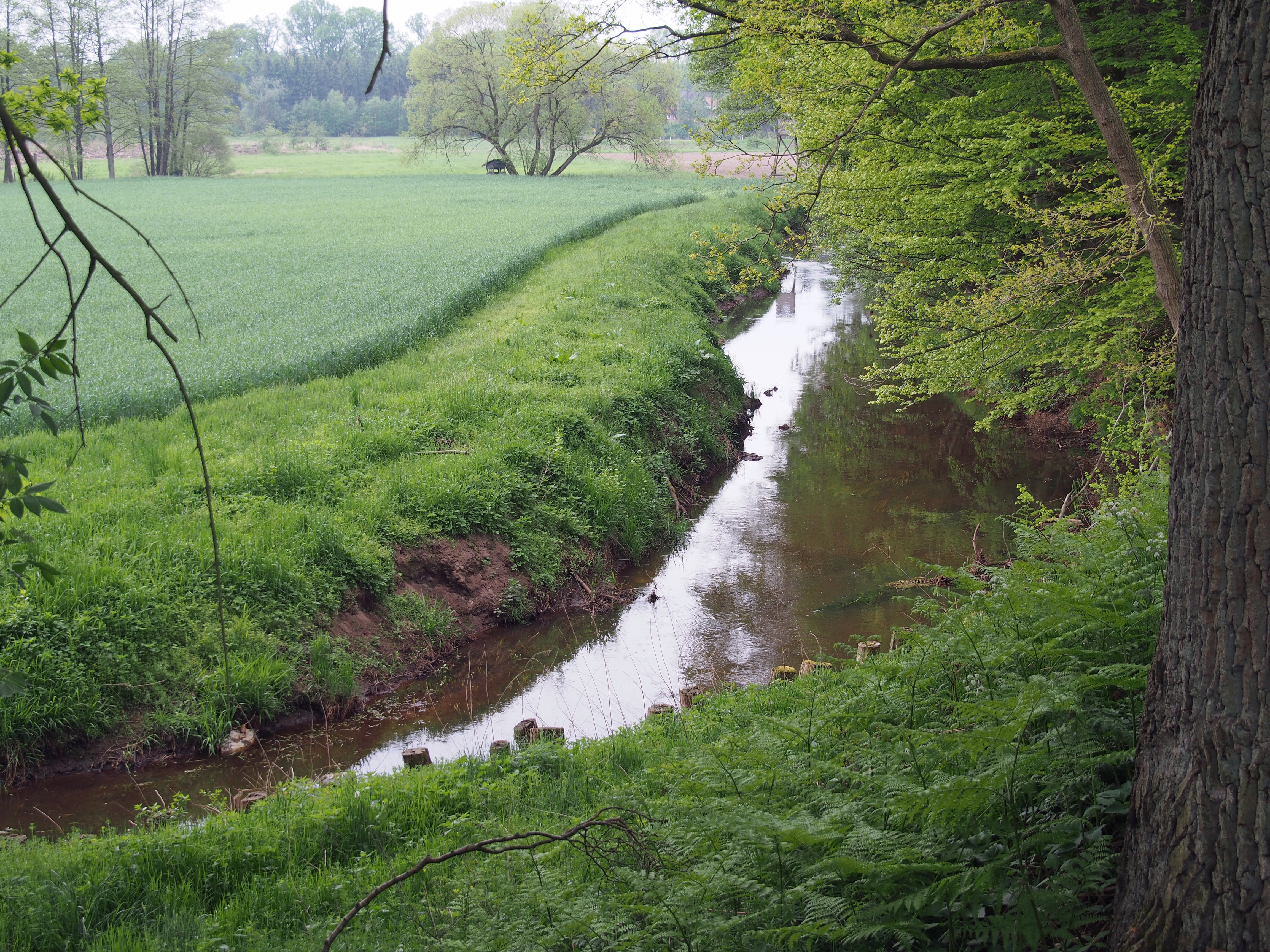
Die Wietze zwischen Halmern und Reddingen
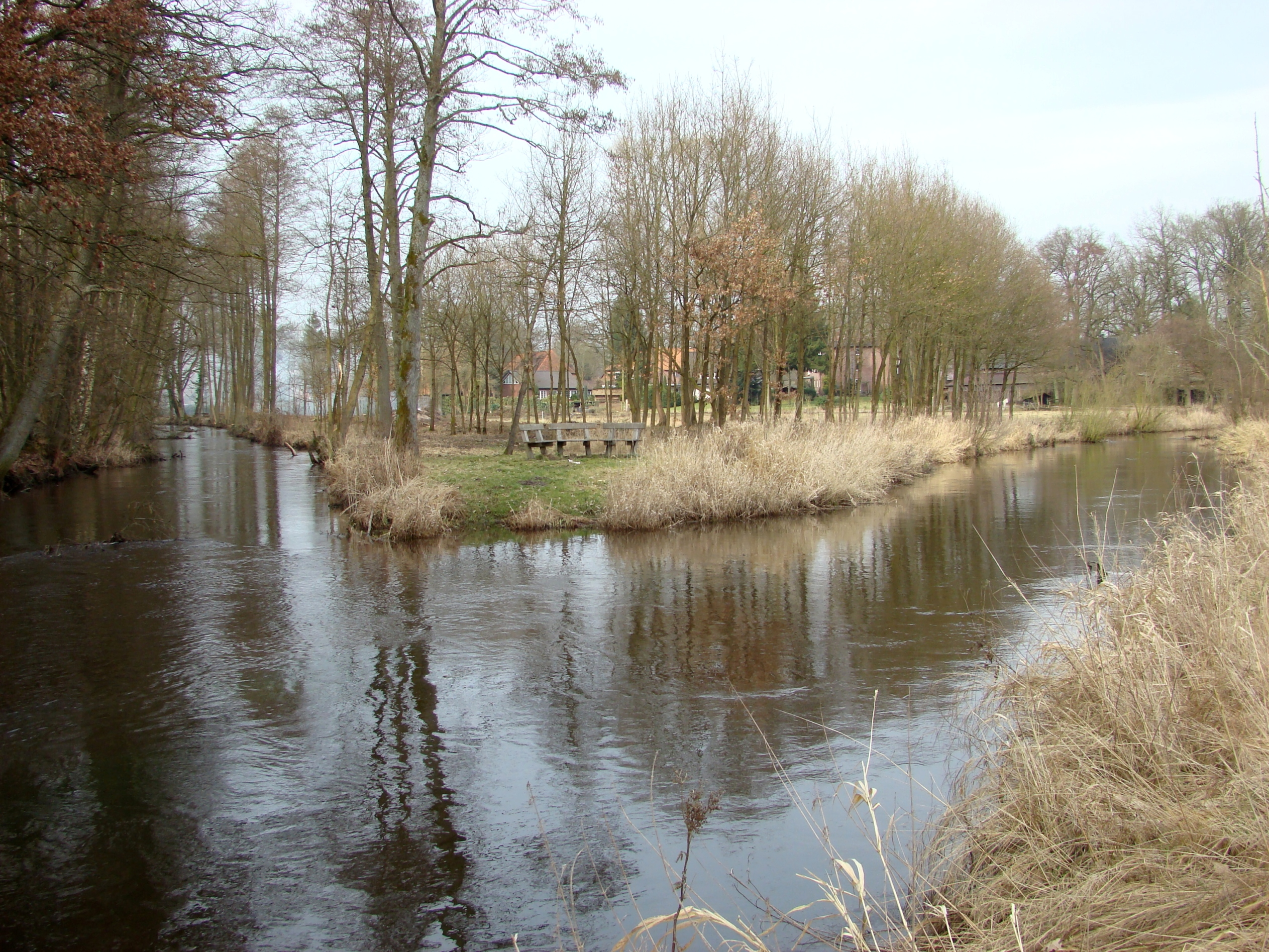
Zusammenfluss von Wietze (links) und Örtze in Müden

## Zustand
Die Wietze ist ein sehr sauberer Fluss. Sie hat durchgehend die Gewässer-Güteklasse II mäßig belastet (betamesosaprob). Die Gewässerunterhaltung obliegt dem Unterhaltungsverband Örtze mit Sitz in Müden. 